# Рамлинсбург
Ра́млинсбург (нем. Ramlinsburg, алем. нем. Ramschbrg) — коммуна в Швейцарии, в кантоне Базель-Ланд.
Входит в состав округа Листаль. Население составляет 746 человек (на 31 декабря 2017 года). Официальный код — 2832.